# 朗峯画塾
朗峯画塾（ろうほうがじゅく）とは日本画家の伊東深水が昭和初期に自宅に設けた日本画の画塾である。

## 概要
日本画家の伊東深水が1927年2月、29歳の時に大井町の自宅に開設した画塾で、当初は深水画塾といった。深水は同年の第8回帝展及び1929年の第10回帝展において特選を獲得して日本画壇における地位を揺るぎないものとした。そして、1930年に通勤が厳しくなった深水が満を持して大森区池上本町に新たに画室を設けて深水画塾の名前を朗峯画塾と改称した。朗峯画塾では数十人から数百人を数える数多くの弟子を迎えており、同年、第1回朗峯画塾展を開催、深水は『爪』を出品している。以降、毎年、展覧会を行っている。この池上の家は後に東京大空襲で焼失してしまったが、跡地は現在、池上梅園として、一般に開放されている。
深水の古くからの門人には1910年代に入門したとみられる岩田専太郎がおり、深水画塾を開設してからの一番弟子には1928年に入門した立石春美がいた。その後、1932年に白鳥映雪が入門、1935年に浜田台児が、1936年に徳永春穂が、1937年に水戸童が、1940年に神保朋世が、1941年に高木義夫が、1950年に大竹五洋が、1952年に深水の三男勝田深氷、浅井秀水が入門している。他に八幡白帆、伊東万燿（深水の次男）、遠藤燦可、佐伯春虹、野口昂明、宮下寿紀、羽根万象、横尾芳月、梅川三省、苅谷鷺行、渡辺阿以湖、武藤嘉門、遠山唯一、大矢大響、浜倉清光、鈴木由太郎、森田秀治、布施長春、吉村醇三郎、柴山光台、関根将雄、渡辺幸雄、立石秀春、市丸節子ら多数の画家を輩出している。1972年に深水の死去により画塾は解散となった。